# Klaus Störtebeker
 (février 2019).
Si vous disposez d'ouvrages ou d'articles de référence ou si vous connaissez des sites web de qualité traitant du thème abordé ici, merci de compléter l'article en donnant les références utiles à sa vérifiabilité et en les liant à la section « Notes et références ».

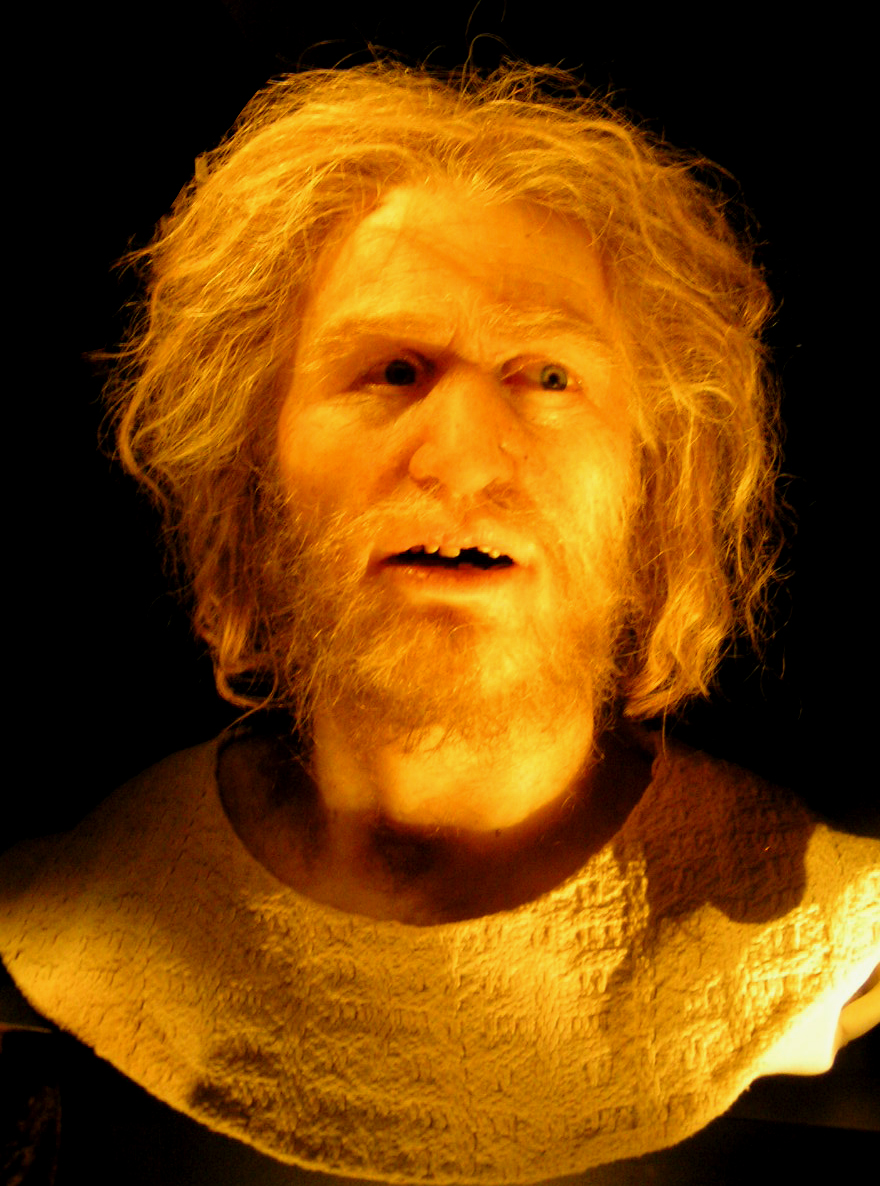
Reconstitution faciale du crâne du prétendu pirate.

Klaus Störtebeker (vers 1360 à Wismar - 1401 à Hambourg) est un pirate allemand. Également surnommé le « Corsaire rouge », il a vécu à la fin du XIVe siècle.

## Biographie
Originaire de Wismar, ville de la côte allemande du Mecklembourg sur la Baltique, à l'époque port florissant de la Hanse, il s'est ensuite basé sur l'île de Rügen, d'où il a sévi sur la mer Baltique et sur la mer du Nord pendant cette période troublée pour la région.
Störtebeker vient de l'expression « Stürz den Becher » (« déverse le gobelet »). Effectivement, toute nouvelle recrue devait vider, comme le capitaine, un gobelet géant (4 litres) rempli de bière (ou de vin), en une seule gorgée.
Il est difficile de faire la part entre la légende et l'histoire. Il a combattu aux côtés du roi de Suède contre le Danemark. Un de ses faits d'armes serait d'avoir réussi à rompre le blocus de Stockholm.
En 1401, la ville hanséatique de Hambourg avait lancé pour le capturer une flotte menée par Simon d'Utrecht et qui affronta Störtebeker vers l'archipel d'Heligoland. La légende dit qu'il aurait essayé de négocier sa vie en échange de son trésor, une chaine en or assez grande pour encercler toute la ville de Hambourg. Störtebeker et ses 71 compagnons furent finalement condamnés à mort et décapités. Il est dit que Störtebeker demanda au maire de Hambourg de laisser la vie sauve à autant de compagnons qu'il pourrait dépasser une fois sa tête coupée. Le maire lui accorda cette requête. Une fois décapité, le corps de Störtebeker - d'après la légende - marcha devant onze de ses compagnons avant d'être arrêté par le bourreau. Les onze hommes furent cependant exécutés au même titre que les autres. Il y a aujourd'hui une statue de Klaus Störtebeker à Hambourg.
Sa devise était  « Ami de Dieu et ennemi du monde ».

## Hommages
L’île de Rügen présente chaque année un spectacle qui met en scène ses aventures légendaires.
Son nom a également été donné à un jeu de société.
Störtebecker est le nom qui a été donné à une bière, portant pour symbole un navire.

## Média
Un téléfilm franco-allemand La Belle et le Pirate, a été réalisé par Miguel Alexandre en s'inspirant très librement du personnage de Klaus Störtebeker et a été diffusé pour la première fois le 27 décembre 2006 sur TF1.
Le film Red Gallion sorti en 2012 retrace la fin de la vie de Klaus Störtebeker.
En 2016, le groupe allemand de Metal Medivale In Extremo sort un morceau portant son nom, et s'inspire de ses faits et pensées.